# Мирослав Коцић (лекар)
Др Мирослав Коцић је био истакнути српски лекар, офталмолог и један од првих сарадника чувеног др Манића.

## Биографија
Рођен је 1943. године у Лесковцу. Основну школу и гимназију завршио је у Лесковцу, Медицински факултет 1967. и специјализацију из офталмологије 1974. године у Београду. Микрохирургију је усавршавао 1977. у Лијежу, Гану и Вервијеу. Назив примаријуса добио 1987. године. Био је активан члан Подружнице СЛД у Лесковцу и у Офталмолошкој секцији.